# Полиграфмашевский проезд
Полиграфма́шевский проезд — меридиональный проезд в историческом районе Северо-Приморская часть (Лахтинский разлив) Приморского административного района Санкт-Петербурга. Проходит от Мебельной улицы до улицы Оптиков параллельно Яхтенной улице.

## История
Проезд получил название 10 февраля 2010 года. Назван в честь основанного в 1890 году завода «Ленполиграфмаш», площадки которого были частично выведены сюда с исторической территории на проспекте Медиков.

## Пересечения
С юга на север Полиграфмашевский проезд пересекают следующие улицы:
- Мебельная улица — Полиграфмашевский проезд примыкает к ней;
- улица Оптиков — Полиграфмашевский проезд примыкает к ней.

## Транспорт
Ближайшие к Полиграфмашевскому проезду станции метро — «Беговая» 3-й (Невско-Василеостровской) линии (около 1,3 км по прямой от начала проезда), а также «Старая Деревня» (около 1,8 км по прямой от начала проезда) и «Комендантский проспект» (около 2,1 км по прямой от конца проезда) 5-й (Фрунзенско-Приморской) линии.
Движение наземного общественного транспорта по проезду отсутствует.
Ближайшая к Полиграфмашевскому проезду железнодорожная платформа — Яхтенная (около 250 м по прямой от начала проезда).

## Общественно значимые объекты
- площадка № 2 холдинга «Ленполиграфмаш» — дом 3; улица Оптиков, дом 22